# Mort en una setmana (o li tornem els diners)
Mort en una setmana (o li tornem els diners) (títol original en anglès, Dead in a Week or Your Money Back) és una pel·lícula de comèdia negra britànica del 2018, en el debut com a director de Tom Edmunds. La pel·lícula és protagonitzada per Tom Wilkinson com un sicari envellit i Aneurin Barnard com el seu últim contracte potencial. S'ha doblat i subtitulat al català.
La pel·lícula es va estrenar al Festival Internacional de Cinema d'Edimburg del 2018 i també es va projectar al Festival Internacional de Cinema de Roma, abans d'un llançament exclusiu a Odeon Cinemas UK, de Republic Film Distribution.